# 第十季超級籃球聯賽季後賽
SBL第十季季後賽，這一季的季後賽採七戰四勝制，率先拿到四勝的球隊，將挺進冠軍賽。第一輪賽事台中璞園再度出戰新北市裕隆纳智捷，另一場賽事由台灣大出戰達欣工程。

## 季後賽
| 3月16日 17:00 |

|  |

| 台中璞園 74–78 新北裕隆                |
| 每節分數： 21–16、15－15、18–20、20–27 |

| 3月16日 19:00 |

|  |

| 台灣大 80–85 台北達欣                 |
| 每節分數： 10–27、26–17、24–16、20–25 |

| 3月17日 17:00 |

|  |

| 新北裕隆 81–88 台中璞園               |
| 每節分數： 19–22、18–15、19–20、25–31 |

| 3月17日 19:00 |

|  |

| 台北達欣 68–65 台灣大                 |
| 每節分數： 16–18、12–11、13–21、27–15 |

| 3月19日 18:00 |

|  |

| 台中璞園 69–67 新北裕隆               |
| 每節分數： 21–18、20–16、14–22、14–11 |

| 3月19日 20:00 |

|  |

| 台灣大 65–62 台北達欣                 |
| 每節分數： 10–15、16–13、25–22、14–12 |

| 3月21日 18:00 |

|  |

| 新北裕隆 84–83 台中璞園               |
| 每節分數： 20–23、21–26、25–19、18–15 |

| 3月21日 20:00 |

|  |

| 台北達欣 76–88 台灣大                 |
| 每節分數： 19–15、13–15、17–31、27–27 |

| 3月23日 17:00 |

|  |

| 台中璞園 77–75 新北裕隆               |
| 每節分數： 23–17、16–15、23–25、15–18 |

| 3月23日 19:00 |

|  |

| 台灣大 69–71 台北達欣                 |
| 每節分數： 15–21、14–18、16–15、24–17 |

| 3月24日 17:00 |

|  |

| 新北裕隆 73–85 台中璞園               |
| 每節分數： 15–20、20–23、24–18、14–24 |

| 3月24日 19:00 |

|  |

| 台北達欣 61–74 台灣大                 |
| 每節分數： 16–24、14–18、13–17、18–15 |

| 3月26日 19:00 |

|  |

| 台灣大 76–79 台北達欣（OT）                   |
| 每節分數： 9–31、17–13、21–13、22–12、： 7–10 |